# Muanne
Die Muanne ist ein kleiner Fluss in Frankreich, der im Département Indre-et-Loire in der Region Centre-Val de Loire verläuft. Sie entspringt im Gemeindegebiet von Charnizay, entwässert mit einem Bogen über Süd generell in westlicher Richtung, durchquert im Oberlauf den See Étang Neuf und mündet nach rund 15 Kilometern Le Grand-Pressigny als rechter Nebenfluss in die Claise.

## Orte am Fluss
(Reihenfolge in Fließrichtung)
- La Martinerie, Gemeinde Charnizay
- Les Effes, Gemeinde Preuilly-sur-Claise
- Thou, Gemeinde Boussay
- La Chichardière, Gemeinde Le Petit-Pressigny
- La Muanne, Gemeinde Chaumussay
- La Duranderie, Gemeinde Le Grand-Pressigny